# Hincksina gothica
Hincksina gothica är en mossdjursart som beskrevs av Osburn 1953. Hincksina gothica ingår i släktet Hincksina och familjen Flustridae. Inga underarter finns listade i Catalogue of Life.